# Fehérhasú tragopán
A fehérhasú tragopán vagy más néven gyöngytragopán (Tragopan blythii) a madarak osztályának tyúkalakúak (Galliformes) rendjébe és a fácánfélék (Phasianidae) családjába tartozó faj.

## Rendszerezése
A fajt Thomas C. Jerdon brit zoológus írta le 1870-ben, a Ceriornis nembe Ceriornis Blythii néven.

## Alfajai
- Tragopan blythii blythii (Jerdon, 1870)
- Tragopan blythii molesworthi E. C. S. Baker, 1914[2]

## Előfordulása
India északnyugati részén (Arunácsal Prades, Nágaföld, Mizoram és Manipur szövetségi államokban), Bhutánban, Burmában, Tibet északnyugati részén és Dél-Kínában (Jünnan tartomány északnyugati részén) honos. Természetes élőhelyei a szubtrópusi és trópusi mocsári erdők. Magaslati vonuló.

## Megjelenése
Testhossza 70 centiméter. A kakas feje és háta vöröses színű. A többi tragopánfajjal ellentétben fején igen kevés a fekete szín. Szürkés színű szárnyain és hátán fehér foltok vannak. Hasa, mint neve is mutatja, fehér. A tojó, mint minden tragopán faj tojója, finom barnás színű és messziről alig látható.

## Életmódja
Rügyekkel és magvakkal táplálkozik. Magányosan él.

## Szaporodása
A hím dürgéssel udvarol a tojónak, a sikeres nász után bokrokra vagy alacsony fákra gallyakból építi fészkét. Fészekalja 3-6 tojásból áll.

## Természetvédelmi helyzete
Az elterjedési területe még nagy, egyedszáma 2500-9999 példány közötti és csökken. A Természetvédelmi Világszövetség Vörös listáján sebezhető fajként szerepel. Élőhelyeinek pusztulása és a vadászat fenyegeti.